# Rioux-Martin
Rioux-Martin és un municipi francès situat al departament del Charente i a la regió de la Nova Aquitània. L'any 2007 tenia 223 habitants.

## Demografia

### Població
El 2007 la població de fet de Rioux-Martin era de 223 persones. Hi havia 93 famílies de les quals 31 eren unipersonals (8 homes vivint sols i 23 dones vivint soles), 31 parelles sense fills, 23 parelles amb fills i 8 famílies monoparentals amb fills.
La població ha evolucionat segons el següent gràfic:
Habitants censats

### Habitatges
El 2007 hi havia 156 habitatges, 100 eren l'habitatge principal de la família, 40 eren segones residències i 16 estaven desocupats. Tots els 156 habitatges eren cases. Dels 100 habitatges principals, 82 estaven ocupats pels seus propietaris, 12 estaven llogats i ocupats pels llogaters i 6 estaven cedits a títol gratuït; 3 tenien dues cambres, 14 en tenien tres, 37 en tenien quatre i 47 en tenien cinc o més. 86 habitatges disposaven pel capbaix d'una plaça de pàrquing. A 49 habitatges hi havia un automòbil i a 44 n'hi havia dos o més.

### Piràmide de població
La piràmide de població per edats i sexe el 2009 era:
| Homes | Edats   | Dones |
| ----- | ------- | ----- |
| 0     | 95 o +  | 0     |
| 4     | 90 a 94 | 0     |
| 0     | 85 a 89 | 0     |
| 4     | 80 a 84 | 0     |
| 4     | 75 a 79 | 4     |
| 8     | 70 a 74 | 8     |
| 16    | 65 a 69 | 16    |
| 8     | 60 a 64 | 12    |
| 16    | 55 a 59 | 4     |
| 8     | 50 a 54 | 0     |
| 16    | 45 a 49 | 8     |
| 12    | 40 a 44 | 8     |
| 8     | 35 a 39 | 8     |
| 4     | 30 a 34 | 0     |
| 0     | 25 a 29 | 0     |
| 4     | 20 a 24 | 8     |
| 16    | 15 a 19 | 4     |
| 12    | 10 a 14 | 8     |
| 12    | 5 a 9   | 0     |
| 4     | 0 a 4   | 4     |

## Economia
El 2007 la població en edat de treballar era de 130 persones, 96 eren actives i 34 eren inactives. De les 96 persones actives 86 estaven ocupades (52 homes i 34 dones) i 10 estaven aturades (6 homes i 4 dones). De les 34 persones inactives 14 estaven jubilades, 4 estaven estudiant i 16 estaven classificades com a «altres inactius».

### Ingressos
El 2009 a Rioux-Martin hi havia 102 unitats fiscals que integraven 216,5 persones, la mediana anual d'ingressos fiscals per persona era de 15.692 €.

### Activitats econòmiques
Dels 9 establiments que hi havia el 2007, 2 eren d'empreses de fabricació d'altres productes industrials, 4 d'empreses de construcció, 2 d'empreses de comerç i reparació d'automòbils i 1 d'una empresa de serveis.
Dels 4 establiments de servei als particulars que hi havia el 2009, 2 eren paletes i 2 fusteries.
L'any 2000 a Rioux-Martin hi havia 17 explotacions agrícoles que ocupaven un total de 568 hectàrees.

## Poblacions més properes
El següent diagrama mostra les poblacions més properes.